# كامبي راسيل
كامبي راسيل (بالإنجليزية: Campy Russell)‏ مواليد 12 يناير 1952 في جاكسون، هو لاعب كرة سلة أمريكي معتزل بدأ مسيرته الاحترافية في سنة 1974. تم اختياره من قبل فريق كليفلاند كافالييرز خلال الدرافت. يبلغ طوله 6 قدم 8 بوصة (2.0 م). اعتزل اللعب في 1985. أحرز خلال مسيرته في الإن بي إيه 8953 نقطة بمعدل 15.8 نقطة في المباراة الواحدة.

## المسيرة الاحترافية
لعب مع كليفلاند كافالييرز من سنة 1974 إلى 1980، ثم لعب مع نيويورك نيكس من سنة 1980 إلى 1982، ثم لعب مع كليفلاند كافالييرز في سنة 1984.

## روابط خارجية
- كامبي راسيل على موقع إن بي أي (الإنجليزية)
- كامبي راسيل على موقع سبورتس رفرنس (الإنجليزية)
- كامبي راسيل على موقع كلية كرة السلة في سبورتس رفرنس.كوم (الإنجليزية)
- كامبي راسيل على موقع ريلجم (الإنجليزية)
- كامبي راسيل على موقع بروبوليرز (الإنجليزية)